# Круть і верть
Близнюки Круть (англ. Tweedledum) і Верть (англ. Tweedledee), у перекладі М.Лукаша Близнюк і Близняк — персонажі англійських дитячих віршів, а також книги Льюїса Керролла 1871 року «Крізь задзеркалля і що там знайшла Аліса» (англ. Through the Looking-Glass, and What Alice Found There). Ці імена стали синонімами в сленгу західної популярної культури для будь-яких двох людей, які виглядають і діють однаково (як правило, в іронічному контексті).

## Походження
Слова «Tweedle-dum і Tweedle-dee» вперше з'являються в друкованому вигляді як імена, застосовувані до композиторів Георга Фрідріха Генделя і Джованні Бонончіні в «одній з найвідоміших і найчастіше цитованих (а іноді і неправильно цитованих) епіграм», висміюючи розбіжності між Генделем і Бонончіні, написаний Джоном Байромом (1692—1763) у своїй сатирі 1725 року.

## Аліса в Задзеркаллі
Персонажі, мабуть, найбільш відомі з роману Льюїса Керролла «Крізь Задзеркалля і що там знайшла Аліса» (1871). Вони — два товстих маленьких чоловічків на ім'я Круть (англ. Tweedledum) і Верть (англ. Tweedledee), що живуть між залізницею і магазином Вівці. Хоча є два вказівники до них, обоє живуть в одному будинку. Аліса сподівається довідатися в них як вибратися з лісу, але близнюки замість цього танцюють, розповідають вірш про Моржа і Теслю і б'ються за іграшку. Коли вони бачать жахливого чорного ворона, що налітає вниз, вони накивають п'ятами. Брати ніколи не суперечать один одному, радше, вони доповнюють слова один одного, що змусило Джона Тенніла зобразити їх як близнюків у своїх ілюстраціях до книги.